# Линнос
Линнос (норв. Lindås) — коммуна в губернии Хордаланн в Норвегии. Административный центр коммуны — город Кнарвик. Официальный язык коммуны — нюнорск. Население коммуны на 2007 год составляло 13 778 чел. Площадь коммуны Линнос — 475,92 км², код-идентификатор — 1263.
Здесь родился норвежский психиатр Рольв Рагнвальдсен Ессинг.

## История населения коммуны
Население коммуны за последние 60 лет.

Статистика коммуны Линнос